# 鰺科
鰺科（学名：Carangidae）為輻鰭魚綱鲈形亚类鲹形系鲹形目（或传统分类鱸形目鱸亞目）的一個科。

## 分布
本科都分布在全世界的溫帶及熱帶沿岸或外洋海域，也有少數幾種能夠入侵淡水流域。

## 深度
由表層至水深200多公尺。

## 特徵
體側扁，橢圓形或卵圓形。鱗片小而不明顯。尾柄瘦小而有力，雖無稜脊，但側線後方的鱗片變形為稜鱗。口裂大小、位置變化多端。背鰭2枚，尾鰭深分叉。側線之前部彎成弧形。胸鰭往往延長為鐮刀狀，但亦有比較短小者。

## 分類
鰺科其下分34個屬，如下：

### 鲹亚科Caranginae

#### 絲鰺屬Alectis
- 亞歷山大絲鰺 Alectis alexandrinus
- 絲鰺 Alectis ciliaris ：又稱短吻絲鰺。
- 印度絲鰺 Alectis indicus ：又稱長吻絲鰺。

#### 副葉鰺屬（Alepes）
- 細尾副葉鰺 Alepes apercna
- 吉打副葉鰺 Alepes djedaba ：又稱吉打鰺。
- 克氏副葉鰺 Alepes kleinii
- 黑鰭副葉鰺 Alepes melanoptera
- 范氏副葉鰺 Alepes vari ：又稱大尾鰺、大尾葉鰺。

#### 溝鰺屬（Atropus）
- 溝鰺 Atropus atropos

#### 葉鰺屬（Atule）
- 游鰭葉鰺 Atule mate

#### 若鰺屬（Carangoides）
- 甲若鰺 Carangoides armatus
- 橘點若鰺 Carangoides bajad ：又稱橙點若鰺。
- 巴氏若鰺 Carangoides bartholomaei
- 長吻若鰺 Carangoides chrysophrys ；又稱長吻裸胸鰺。
- 美若鰺 Carangoides ciliarius
- 青羽若鰺 Carangoides coeruleopinnatus ：又稱廣裸若鰺。
- 背點若鰺 Carangoides dinema ：又稱雙線若鰺。
- 高體若鰺 Carangoides equula
- 平線若鰺 Carangoides ferdau
- 黃點若鰺 Carangoides fulvoguttatus ：又稱星點若鰺。
- 裸胸若鰺 Carangoides gymnostethus
- 海蘭德若鰺 Carangoides hedlandensis ：又稱少耙若鰺。
- 大眼若鰺 Carangoides humerosus ：又稱肩斑若鰺。
- 馬拉巴若鰺 Carangoides malabaricus
- 長圓若鰺 Carangoides oblongus ：又稱卵圓若鰺。
- 直線若鰺 Carangoides orthogrammus
- 絲鰭若鰺 Carangoides otrynter
- 橫帶若鰺 Carangoides plagiotaenia
- 褐背若鰺 Carangoides praeustus
- 白舌若鰺 Carangoides talamparoides

#### 鰺屬（Caranx）
- 藍點鰺 Caranx bucculentus ：又稱大口鰺。
- 大馬鰺 Caranx caballus
- 犬鰺 Caranx caninus
- 金鰺 Caranx crysos
- 費氏鰺 Caranx fischeri
- 希伯氏鰺 Caranx heberi
- 馬鰺 Caranx hippos
- 珍鰺 Caranx ignobilis ：又稱浪人鰺。
- 黑眼鰺 Caranx latus
- 闊步鰺 Caranx lugubris ：又稱黑鰺。
- 藍鰭鰺 Caranx melampygus ：又稱黑尻鰺。
- 巴布亞鰺 Caranx papuensis
- 玫鰺 Caranx rhonchus
- 紅鰺 Caranx ruber
- 塞內加爾鰺 Caranx senegallus
- 六帶鰺 Caranx sexfasciatus
- 泰利鰺 Caranx tille ：又稱泰勒鰺。
- 橫帶鰺 Caranx vinctus

#### 鯖鰺屬（Chloroscombrus）
- 綠鯖鰺 Chloroscombrus chrysurus
- 太平洋鯖鰺 Chloroscombrus orqueta

#### 圓鰺屬（Decapterus）
- 红尾圆鲹 Decapterus akaadsi
- 寶圓鰺 Decapterus koheru
- 無斑圓鰺 Decapterus kurroides ：又稱紅尾圓鰺。
- 細鱗圓鰺 Decapterus macarellus ：又稱頜圓鰺。
- 長身圓鰺 Decapterus macrosoma ：又稱長體圓鰺。
- 藍圓鰺 Decapterus maruadsi ：又稱紅背圓鰺。
- 穆氏圓鰺 Decapterus muroadsi
- 黑點圓鰺 Decapterus punctatus
- 羅氏圓鰺 Decapterus russelli ：又稱紅鰭圓鰺。
- 泰勃圓鰺 Decapterus tabl ：又稱鋸緣圓鰺。

#### 無齒鰺屬（Gnathanodon）
- 無齒鰺 Gnathanodon speciosus ：又稱黃鸝無齒鰺。

#### 半鰺屬（Hemicaranx）
- 鈍吻半鰺 Hemicaranx amblyrhynchus
- 雙色半鰺 Hemicaranx bicolor
- 白尾半鰺 Hemicaranx leucurus
- 梳齒半鰺 Hemicaranx zelotes

#### 大甲鰺屬（Megalaspis）
- 大甲鰺 Megalaspis cordyla ：又稱鉛灰裸胸鰺。

#### 唇鰺屬（Pantolabus）
- 穗鰭唇鰺 Pantolabus radiatus

#### 烏鰺屬（Parastromateus）
- 烏鰺 Parastromateus niger ：又稱烏鯧。

#### 擬鰺屬（Pseudocaranx）
- 智利擬鰺 Pseudocaranx chilensis
- 黃帶擬鰺 Pseudocaranx dentex ：又稱縱帶鰺。
- 澳大利亞擬鰺 Pseudocaranx dinjerra
- 沙擬鰺 Pseudocaranx wrighti

#### 凹肩鰺屬（Selar）
- 牛目凹肩鰺 Selar boops
- 脂眼凹肩鰺 Selar crumenophthalmus

#### 細鰺屬（Selaroides）
- 金帶細鰺 Selaroides leptolepis

#### 月鰺屬（Selene）
- 佈雷氏月鰺 Selene brevoortii
- 布氏月鰺 Selene brownii
- 隆背月鰺 Selene dorsalis
- 奧氏月鰺 Selene orstedii
- 太平洋月鰺 Selene peruviana
- 大西洋月鰺 Selene setapinnis
- 斯氏月鰺 Selene spixii
- 突頜月鰺 Selene vomer

#### 竹筴魚屬（Trachurus）
- 南非竹筴魚 Trachurus capensis
- 青背竹筴魚 Trachurus declivis
- 沙竹筴魚 Trachurus delagoa
- 印度竹筴魚 Trachurus indicus
- 日本竹筴魚 Trachurus japonicus ：又稱真鰺。
- 粗鱗竹筴魚 Trachurus lathami
- 長鰭竹筴魚 Trachurus longimanus
- 地中海竹筴魚 Trachurus mediterraneus
- 智利竹筴魚 Trachurus murphyi
- 新西蘭竹筴魚 Trachurus novaezelandiae
- 藍竹筴魚 Trachurus picturatus
- 太平洋竹筴魚 Trachurus symmetricus
- 竹筴魚 Trachurus trachurus
- 短線竹筴魚 Trachurus trecae

#### 羽鰓鰺屬（Ulua）
- 絲背羽鰓鰺 Ulua aurochs
- 羽鰓鰺 Ulua mentalis ：又稱短絲羽鰓鰺。

#### 尾甲鰺屬（Uraspis）
- 白舌尾甲鰺 Uraspis helvola
- 棉口尾甲鰺 Uraspis secunda
- 白口尾甲鰺 Uraspis uraspis

### 舟𫚕亚科 Naucratinae

#### 舟鰤屬（Naucrates）
- 舟鰤 Naucrates ductor

#### 大齒鰺屬（Campogramma）
- 大齒鰺 Campogramma glaycos

#### 紡綞鰤屬（Elagatis）
- 紡綞鰤 Elagatis bipinnulata ：又稱雙帶鰺。

#### 小條鰤屬（Seriolina）
- 黑紋小條鰤 Seriolina nigrofasciata ：又稱小甘鰺。
絲帆魚亞科 Nematistius

#### 絲帆魚屬（Nematistius）
- 絲帆魚 Nematistius pectoralis

### 似鲹亚科 Scomberoidinae

#### 革鰺屬（Oligoplites）
- 高革鰺 Oligoplites altus
- 帕洛革鰺 Oligoplites palometa
- 閃光革鰺 Oligoplites refulgens
- 跳革鰺 Oligoplites saliens
- 革鰺 Oligoplites saurus

#### 擬鯧鰺屬（Parona）
- 擬鯧鰺 Parona signata (Jenyns, 1841)，基异名：Paropsis signata Jenyns, 1841

### 鲳鲹亚科 Trachinotinae

#### 波線鰺屬（Lichia）
- 鐮鰭波線鰺 Lichia amia (Linnaeus, 1758)，基异名：Scomber amia Linnaeus, 1758

## 生態
本科魚種中水層或表層的巡游習性，且游速快，為肉食性魚類，多以動物性浮游生物、小魚為食，一般成數尾或20至30尾之小群，群游覓食。棲息於沙泥底或沙礫和暗礁交會地皆可發現本科魚類在附近漂流，當秋季水溫開始下降，本科魚類會游至沿岸水域覓食。

## 經濟利用
本科魚，風味佳，肉細緻而味鮮美，且少骨刺，適宜生食、油煎、炸、煮。通常對大型魚採用生魚片，對小型魚則採抹鹽油煎或炸熟後，加胡椒鹽味道可口，另外，也可煮清湯。